# Бесос
Бесос (кат. Besòs) — река в Каталонии, Испания. Начинается в Пиренеях в месте слияния рек Конгост и Могент и впадает в Средиземное море к северо-востоку от Барселоны. Длина реки Бесос — 17,7 км, по другим данным 40 км. Площадь водосбора реки около 1000 км². Среднегодовой сток составляет 4,33 м³/с. Притоками реки Бесос являются Риполь, Могент, Конгост, Тенес.
Река протекает через Лес-Франкесес-дель-Вальес, Кановельяс, Гранольерс, Монтмело, Мольет-дель-Вальес, Монкада-и-Решак, Санта-Колома-де-Граманет, Барселону. В 1970—1980 река была самой загрязнённой в Европе, но потом началось её восстановление.